# Франсиско Вараљо
Франсиско Антонио Вараљо (Ла Плата, 5. фебруар 1910 — Ла Плата, 30. август 2010) био је аргентински нападач. Играо је за репрезентацију Аргентине од 1930. до 1937. Био је члан репрезентације Аргентине на ФИФА-ином светском купу 1930. године. Током своје каријере, Вараљо је са Боком јуниорс освојио три титуле лиге, а са 194 гола трећи је на листи најбољих стрелац у клупској историји.
Вараљо је умро у родном граду Ла Плата 30. августа 2010. године у 100. години живота. Био је последњи преживели играч са првог светског првенства у фудбалу.